# ラマー・ウッドリー
ラマー・ウッドリー（LaMarr Woodley, 1984年11月3日- ）はミシガン州サギノー出身の元アメリカンフットボール選手。ポジションはアウトサイドラインバッカー（OLB）。

## 経歴

### 高校時代
高校時代、後にデトロイト・ライオンズでプレーしたチャーリー・ロジャースやNBA入りしたアンソニー・ロバートソンらとチームメートであった彼の学校は2000年に州のディビジョンIIで優勝を果たした。
高校時代の実績からRivals.comに全米で14位にランクされた彼はフロリダ大学、ミシガン大学、ミシガン州立大学、南カリフォルニア大学を始めとする多くの大学からのリクルーティングを受けた彼はミシガン大学へ進学した。

### 大学時代
大学では主にディフェンシブエンドとしてプレーし時々ラインバッカーとして起用された。2006年、彼はチームメートからディフェンスのキャプテンに指名された。大学4年次に彼はビッグ・テン・カンファレンストップの12サックをあげてカレッジフットボールの最優秀ラインマン（オフェンスとディフェンスを合わせた）に与えられるロンバルディ賞を受賞した。
受賞歴
- ローズボウルMVP（2005年、ヴィンス・ヤングと同時受賞）
- ロンバルディ賞（2006年）
- テッド・ヘンドリクス賞（2006年）
- チャック・ベドナリク賞ファイナリスト（2006年）
- ロット・トロフィークォーターファイナリスト（2006年）
- ブロンコ・ナグルスキー賞ウォッチリスト
- オールアメリカンファーストチーム（2006年）
- アウトランドトロフィーウォッチリスト（2006年）
- オールアメリカンファーストチーム（2006年）
- ビッグ・テン・カンファレンスファーストチーム（2006年）
- ビッグ・テン・カンファレンス最優秀守備選手（2006年）
- ビッグ・テン・カンファレンス最優秀ラインマン（2006年）

### ピッツバーグ・スティーラーズ
2007年のNFLドラフト2巡目でピッツバーグ・スティーラーズに指名された。当初ジョーイ・ポーターが着けていた55番だったがその後56番に背番号を変えた。デビューから2戦目のバッファロー・ビルズ戦でJ・P・ロスマンをサックしてプロ初サックをあげた。この年彼はディフェンスの全プレー933回のうち80回しか起用されなかったがチーム3位の4サックをあげた。
2008年、クラーク・ハガンズがアリゾナ・カージナルスに移ったためアウトサイドラインバッカーとして先発出場するようになった。開幕戦で3タックル、1サック、1インターセプト、1ファンブルリカバーの成績をあげた。第4週のボルチモア・レイブンズ戦ではファンブルリカバータッチダウンをあげた。この年彼は11.5サックをマーク、チームメートのジェームズ・ハリソンと合わせての27.5サックはチーム記録となった。チームも12勝4敗で地区優勝を果たしディビジョナルプレーオフではサンディエゴ・チャージャーズに35-24、AFCチャンピオンシップゲームでボルチモア・レイブンズを23-14で破り第43回スーパーボウルに出場した。ウッドリーはプレーオフ2試合でともに2サックをあげてチームの勝利に貢献した（前年のプレーオフ、ジャクソンビル・ジャガーズ戦でも2サックをあげていた彼はプレーオフで初めて3試合連続でマルチサックをあげた選手となった。）。スーパーボウルでも彼はカート・ワーナーを2度サックし、残り5秒では勝利を決定付けるファンブルを誘った。
2009年、第16週のボルチモア・レイブンズ戦では10タックル、2サック、1ファンブルフォースの大活躍を見せてNFLより初の週間最優秀守備選手に選ばれた。
62タックル、13.5サック、1ファンブルフォースの成績をあげた彼は負傷したブライアン・クッシングの代わりに自身初のプロボウルに選出された。
2010年、ニューイングランド・ペイトリオッツ戦でトム・ブレイディに危険なタックルを行ったとしてリーグより1万2500ドルの罰金を命じられた。第13週のボルチモア・レイブンズ戦ではトロイ・ポラマルのファンブルフォースによるこぼれ球をリカバーし敵陣9ヤードまでリターンする活躍を見せた。このシーズンのプレーオフ2試合でもサックをあげてプレーオフ6試合連続サックのNFL記録をあげて第45回スーパーボウルに臨む。この年、10サック、3ファンブルフォース、2インターセプトをあげて、NFLでわずか5人しかいない2008年から2010年まで3年連続で2桁サックをあげた選手となった。2011年2月23日にスティーラーズよりフランチャンズド・プレイヤーに指名された。
2011年5月NFLが導入を発表した危険な反則タックルを犯したチームに対する連帯責任導入について、ロジャー・グッデルNFLコミッショナーがアメリカンフットボールにつきもののハードヒットについて正しく理解しているのか疑問に思うとコメントをしている。9月には目立った成績をあげていなかったが、10月にはスティーラーズ史上歴代2位となる7.5サックをあげて、AFC守備部門月間MVPに選ばれている。
2012年2月、サラリーキャップを超えているスティーラーズと契約の見直しを行い合意した。
2013年12月17日に故障者リスト入りするまで11試合に先発出場し、41タックル、5サック、1ファンブルフォース、1ファンブルリカバーの成績を残した。2014年3月12日、サラリーキャップを900万ドル節約するために、スティーラーズから解雇された。
2014年3月13日、オークランド・レイダースと2年契約を結んだ。10月に上腕二頭筋を痛めて故障者リスト入りし、6試合の出場にとどまった。2015年3月5日、レイダースから解雇された。
2015年3月10日、アリゾナ・カージナルスと1年契約を結んだ。